# Parlamentswahl in Malaysia 2013
Die Parlamentswahlen in Malaysia (englisch Malaysian General Election) fanden am 5. Mai 2013 statt. Sie bestehen aus den Wahlen zur Volksversammlung (Dewan Rakyat), dem Parlament von Malaysia sowie den Wahlen zu den Landesparlamenten in 12 von 13 Bundesstaaten.
Die Verfassung von Malaysia sieht eine Legislaturperiode von fünf Jahren vor. Danach muss das Parlament vom Yang di-Pertuan Agong auf Vorschlag des Premierministers aufgelöst werden. Die Wahlen finden als einfache Mehrheitswahl unter der Aufsicht der malaysischen Wahlkommission statt.
Trotz erheblicher Stimmeneinbußen ging die Koalitionsregierung (Barisan Nasional) von Premierminister Najib Tun Razak als Sieger aus den Parlamentswahlen hervor. Sie erreichte 133 von 222 Parlamentsitzen und ist mit 59,91 % der Sitze damit im Besitz der absoluten Mehrheit, verfehlt damit aber die Zweidrittelmehrheit.

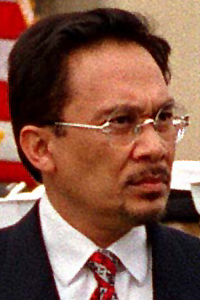
Oppositionsführer
Anwar Ibrahim

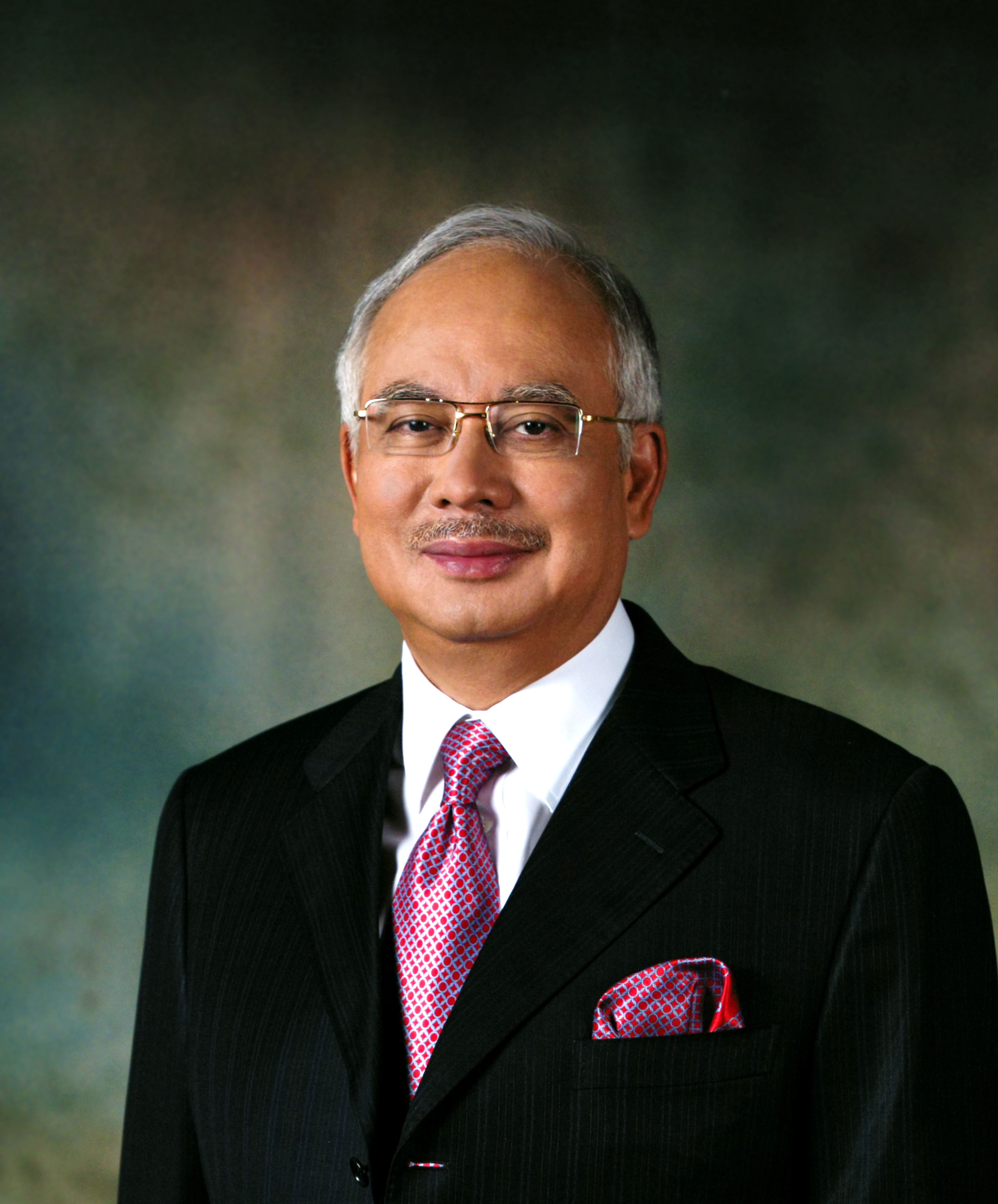
Premierminister
Najib Tun Razak

Premierminister Najib Tun Rayak gab am 16. Mai 2013 die Zusammensetzung des neuen Kabinetts bekannt.

## Auflösung des Parlaments
Die Auflösung des Parlaments erfolgte am 3. April 2013 durch den malaysischen Herrscher auf Vorschlag des Premierministers von Malaysia Najib Tun Razak. Am gleichen Tag um 11:30 Uhr verkündete der Premierminister in einer Fernsehansprache die Auflösung des 12. Malaysischen Parlaments. Verfassungsgemäß mussten die Neuwahlen dann innerhalb von 60 Tagen stattfinden, also zwischen dem 3. April und dem 2. Juni 2013.

## Auflösung der Landesparlamente
Neben der Auflösung des malaysischen Parlaments ist auch die Auflösung der Landesparlamente (Dewan Undangan Negeri) in der malaysischen Verfassung geregelt. Falls die Auflösung nicht zu einem früheren Zeitpunkt durch das jeweilige Staatsoberhaupt auf Vorschlag des Ministerpräsidenten des Bundesstaates erfolgt, findet die Auflösung automatisch fünf Jahre nach der ersten Sitzung statt. Neuwahlen sind ebenfalls innerhalb von 60 Tagen nach dem Tag der Auflösung abzuhalten.
Die Tabelle zeigt, an welchem Datum die gesetzgebenden Versammlungen der jeweiligen Bundesstaaten aufgelöst wurden:
| Datum    | Ende der Legislaturperiode | Bundesstaat     | Bemerkung                                               |
| -------- | -------------------------- | --------------- | ------------------------------------------------------- |
| 28. März | 28. März                   | Negeri Sembilan | Automatisch nach Ablauf der Legislaturperiode aufgelöst |
| 3. April | 26. April                  | Malakka         |                                                         |
| 3. April | 24. April                  | Perak           |                                                         |
| 3. April | 29. April                  | Sabah           |                                                         |
| 4. April | 28. April                  | Kelantan        |                                                         |
| 4. April | 7. April                   | Pahang          |                                                         |
| 4. April | 22. April                  | Selangor        |                                                         |
| 4. April | 5. Mai                     | Terengganu      |                                                         |
| 5. April | 21. April                  | Johor           |                                                         |
| 5. April | 2. Mai                     | Kedah           |                                                         |
| 5. April | 2. Mai                     | Penang          |                                                         |
| 5. April | 28. April                  | Perlis          |                                                         |

Das Landesparlament von Sarawak löste sich nicht auf, da die letzten Wahlen bereits im Jahr 2011 stattgefunden hatten und die Legislaturperiode für Sarawak erst im Jahr 2016 endet. In Sarawak fanden im Gegensatz zu den anderen Bundesstaaten am 5. Mai 2013 nur die Wahlen zum malaysischen Parlament statt.

## Festlegung des Wahltermins
Die malaysische Wahlkommission (Election Commission of Malaysia) verkündete am 10. April 2013, dass die Nominierung der Wahlkandidaten am 20. April abgehalten wird und dass als Wahltermin der 5. Mai 2013 festgelegt wurde. Eine vorzeitige Stimmabgabe (Early voting) war ab dem 30. April möglich. Der offizielle Wahlkampf begann am 20. April und dauerte 15 Tage. Wahlberechtigte Malaysier im Ausland konnten am 28. April durch Briefwahl in ihren offiziellen Vertretungen wählen. Die Botschaften und Konsulate öffneten für diesen Zweck von neun Uhr morgens bis 6 Uhr abends. In London und Melbourne waren die Ländervertretungen Malaysias sogar bis 8 Uhr abends geöffnet, da dort mehr als 1000 Briefwahlberechtigte registriert sind.

## Wahlberechtigte
Die Wählerliste umfasste 12.992.661 Wahlberechtigte und weitere 275.341 Wahlberechtigte für die vorzeitige Stimmabgabe (Early Voting). Die vorzeitige Stimmabgabe betraf 161.251 Angehörige des Militärs samt Ehefrauen, 111.136 Personen der Polizeikräfte und deren Ehefrauen sowie 2.954 Wähler die im Ausland leben.

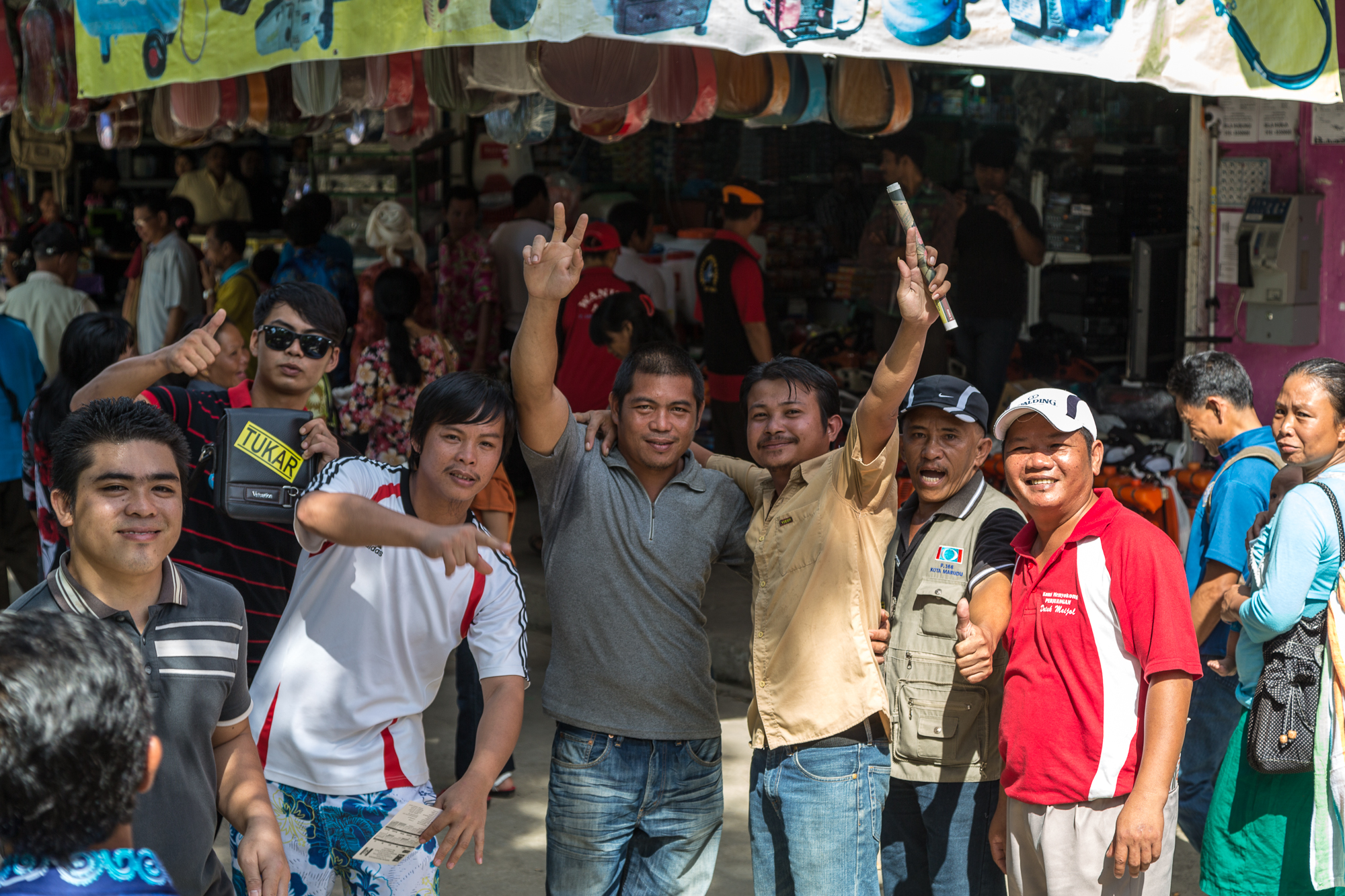
Mitglieder der Opposition versammeln sich unter dem Motto „TUKAR“ in Kota Marudu.

## Wahlkampf

### Hintergrund
Die erstarkte Opposition in Malaysia rechnete sich für die Parlamentswahlen gute Chancen aus, erstmals in der Geschichte Malaysias einen Regierungswechsel zu bewirken.
Die seit der Unabhängigkeit 31. August 1957 ununterbrochen regierende Koalitionsregierung Barisan Nasional hatte bereits bei den letzten Wahlen im Jahr 2008 dramatische Stimmenverluste erlitten und erstmals die Zweidrittelmehrheit verloren. Das Oppositionsbündnis Pakatan Rakyat unterlag zwar bei den Wahlen auf Bundesebene mit 46,75 % knapp der Koalitionsregierung (BN 50,27 %); es konnte aber in fünf der dreizehn Bundesstaaten die Regierung übernehmen. Nach dem Überlaufen einiger Abgeordneter waren es gegen Ende der Legislaturperiode noch vier Staaten. Durch das Mehrheitswahlrecht behielt die BN jedoch im Parlament eine deutliche Mehrheit von 140 der 222 Sitze.

### Parteien
Um die 222 Sitze im Parlament bewarben sich mehrere Parteien. Im Kampf um die Regierungsmehrheit standen sich dabei die Koalitionsparteien der regierenden Barisan Nasional und die Oppositionsparteien des Bündnisses Pakatan Rakyat gegenüber. Am 20. April 2013, dem Tag der Nominierung, bewarben sich insgesamt 579 Kandidaten für die 222 Parlamentssitze.
Für die 505 Sitze in den Landesparlamenten bewarben sich insgesamt 1322 Kandidaten.
Die Kandidaten für die Sitze im Parlament und den Landesparlamenten kamen aus folgenden Parteien bzw. Koalitionen:
| Partei                                  | Kandidaten Parlament | Kandidaten Landesparlamente |
| --------------------------------------- | -------------------- | --------------------------- |
| Barisan Nasional (BN)                   | 221                  | 505                         |
| Pan-Malaysian Islamic Party (PAS)       | 73                   | 236                         |
| People’s Justice Party (PKR)            | 99                   | 172                         |
| Democratic Action Party (DAP)           | 51                   | 103                         |
| State Reform Party (STAR)               | 28                   | 49                          |
| Sabah Progressive Party (SAPP)          | 8                    | 41                          |
| Pan-Malaysian Islamic Front (BERJASA)   | 9                    | 5                           |
| Malaysian People’s Welfare Party (KITA) | 2                    | 11                          |
| BERSAMA                                 | 1                    | 4                           |
| Parti Cinta Malaysia (PCM)              | 2                    | 3                           |
| Parti Sosialis Malaysia (PSM)           | 2                    | 2                           |
| SWP                                     | 6                    | 0                           |
| Unabhängige Kandidaten                  | 79                   | 191                         |
| Total                                   | 579                  | 1322                        |

## Wahldurchführung
Für die Durchführung der Wahlen zum 13. Malaysischen Parlament und zu den Länderparlamenten stellte die Wahlkommission insgesamt 400 Millionen Ringgit zur Verfügung. 234.905 Wahlhelfer betreuten 8.789 Wahlzentren mit 26.219 Wahllokalen. 544 Wahlzentren mit 882 Wahllokalen waren dabei ausschließlich für die vorzeitige Stimmabgabe vorgesehen.

### Neuerungen
Im Gegensatz zu den vorherigen Wahlen gab es vier Neuerungen, die 2012 durch eine Neuregelung des Wahlrechts beschlossen wurden:
- Vor der Stimmabgabe wird der linke Zeigefinger des Wählers durch nicht abwaschbare Farbe markiert.
- Angehörige des Militärs und der Polizei können an einer vorzeitigen Stimmabgabe teilnehmen.
- Behinderte dürfen eine Person ihres Vertrauens in die Wahlkabine mitnehmen.
- Nominierungen zur Wahl können weder zurückgezogen noch angefochten werden.

### Wahlbeobachter
Um den demokratischen Ablauf der Wahlen zu gewährleisten, waren für die Wahlen internationale und nationale Wahlbeobachter zugelassen. Als lokale Wahlbeobachter wurden insgesamt 16 Nichtregierungsorganisationen benannt.

## Wahlergebnisse
Die Wahlbeteiligung lag mit 84,6 % relativ hoch. Als Wahlergebnis veröffentlichte die Wahlkommission folgende Zahlen:
| | Anzahl Stimmen | in %  | Sitze | in %  | +/− |
| --- | -------------- | ----- | ----- | ----- | --- |
| National Front (Barisan Nasional):                                                                        | 5,237,699      | 47.38 | 133   | 59.91 | −7  |
| United Malays National Organization (Pertubuhan Kebangsaan Melayu Bersatu, UMNO)                          | 3,241,286      | 29.32 | 88    | 39.64 | +9  |
| United Traditional Bumiputera Party (Parti Pesaka Bumiputera Bersatu, PBB)                                | 232,390        | 2.10  | 14    | 6.31  | −   |
| Malaysian Chinese Association (Persatuan Cina Malaysia, MCA)                                              | 899,420        | 8.14  | 7     | 3.15  | −8  |
| Sarawak People’s Party (Parti Rakyat Sarawak, PRS)                                                        | 59,540         | 0.54  | 6     | 2.70  | −   |
| Malaysian Indian Congress (Kongres India Se-Malaysia, MIC)                                                | 291,814        | 2.64  | 4     | 1.80  | +1  |
| United Sabah Party (Parti Bersatu Sabah, PBS)                                                             | 88,097         | 0.80  | 4     | 1.80  | +1  |
| Sarawak Progressive Democratic Party (Parti Demokratik Progresif Sarawak, SPDP)                           | 55,505         | 0.50  | 4     | 1.80  | −   |
| United Pasokmomogun Kadazandusun Murut Organisation (Pertubuhan Pasok Momogun Kadazandusun Bersatu, UPKO) | 65,966         | 0.60  | 3     | 1.35  | −1  |
| Malaysian People’s Movement Party (Parti Gerakan Rakyat Malaysia, Gerakan)                                | 153,081        | 1.38  | 1     | 0.45  | −1  |
| Sarawak United People’s Party (Parti Rakyat Bersatu Sarawak, SUPP)                                        | 133,603        | 1.21  | 1     | 0.45  | −5  |
| United Sabah People’s Party (Parti Bersatu Rakyat Sabah, PBRS)                                            | 9,467          | 0.08  | 1     | 0.45  | −   |
| People’s Progressive Party (Parti Progresif Penduduk Malaysia, PPP)                                       | 7,530          | 0.07  | 0     | 0.00  | −   |
| Liberal Democratic Party (Parti Liberal Demokratik, LDP)                                                  | 0              | 0.00  | 0     | 0.00  | −1  |
| People’s Front (Pakatan Rakyat):                                                                          | 5,623,984      | 50.87 | 89    | 40.09 | +7  |
| Democratic Action Party (Parti Tindakan Demokratik, DAP)                                                  | 1,736,267      | 15.71 | 38    | 17.12 | +10 |
| People’s Justice Party (Parti Keadilan Rakyat, PKR)                                                       | 2,254,328      | 20.39 | 30    | 13.51 | −1  |
| Pan-Malaysian Islamic Party (Parti Islam SeMalaysia, PAS)                                                 | 1,633,389      | 14.77 | 21    | 9.46  | −2  |
| Unabhängige Parteien (und andere)                                                                         | 192,894        | 1.75  | 0     | 0     | −   |
| Gesamt | 11.054.577     |       | 222   |       |     |